# لوار (سیاهکل)
لوار یک روستا در ایران است که در استان گیلان واقع شده‌است. لوار ۱۴ نفر جمعیت دارد.